# Wayne Quinn
Wayne Quinn (Truro, 19 novembre 1976) è un ex calciatore inglese, di ruolo difensore.

## Caratteristiche tecniche
Era un terzino sinistro.

## Carriera

### Club
Nel 1995, all'età di 19 anni, viene aggregato alla prima squadra dello Sheffield Utd, club della seconda divisione inglese in cui già aveva giocato nelle giovanili; tra il 1995 ed il 2001 con le Blades gioca complessivamente 139 partite (nelle quali mette anche a segno 6 reti) nella seconda divisione inglese. Viene poi ceduto (prima in prestito e successivamente a titolo definitivo per 800000 sterline) al Newcastle Utd, club di prima divisione, con cui in due anni gioca 15 partite in questa categoria, a cui aggiunge anche una presenza nella Coppa Intertoto UEFA 2001, contro i belgi del Lokeren, nella quale segna anche una rete. Nella seconda parte della stagione 2002-2003 fa ritorno allo Sheffield United in prestito, e vi conclude l'annata giocando 6 partite in seconda divisione. Al termine della stagione 2003-2004, nella quale gioca in prestito al West Ham Utd (con la cui maglia totalizza 22 presenze in seconda divisione), viene svincolato dal Newcastle: complice anche alcuni problemi fisici legati a vari infortuni negli ultimi anni di carriera, Quinn all'età di 28 anni abbandona il calcio professionistico e continua a giocare per un decennio in vari club semiprofessionistici della Cornovaglia, la sua regione di origine, ritirandosi definitivamente nel 2014, all'età di 38 anni.

### Nazionale
Nel 1998 ha giocato una partita nella nazionale B inglese.

## Palmarès

### Club

#### Competizioni regionali
- South West Peninsula League: 1

Penzance: 2008-2009
- Cornwall Charity Cup: 1

Penzance: 2008-2009